# Organdonation - ja tak
Organdonation - ja tak! er en dansk patientforening, som blev stiftet af Karen Heidelbach og Lasse Heidelbach 10. juni 2015. 
Hovedformålet med foreningens arbejde er at forbedre organdonation i Danmark og vilkårene for dem, der lever med alvorlig kronisk sygdom som følge af organsvigt. 
Patientforeningen er godkendt at Sundhedsstyrelsen som en sygedomsbekæmpende forening. Foreningens formand er Mads Peter Veiby og administrerende direktør i foreningen er Lasse Heidelbach.